# La Châtre (quận)
La Châtre là một quận của Pháp, nằm ở tỉnh Indre, ở vùng Centre-Val de Loire. Quận này có 5 tổng và 58 xã.

## Đơn vị hành chính

### Tổng
Các tổng của quận La Châtre là: 
1. Aigurande
2. La Châtre
3. Éguzon-Chantôme
4. Neuvy-Saint-Sépulchre
5. Sainte-Sévère-sur-Indre

### Xã
Các xã của quận La Châtre, và mã INSEE là: 
| 1. Aigurande (36001)                      | 2. Badecon-le-Pin (36158)         | 3. Baraize (36012)                | 4. Bazaiges (36014)                 |
| 5. Briantes (36025)                       | 6. Ceaulmont (36032)              | 7. Champillet (36038)             | 8. Chassignolles (36043)            |
| 9. Cluis (36056)                          | 10. Crevant (36060)               | 11. Crozon-sur-Vauvre (36061)     | 12. Cuzion (36062)                  |
| 13. Feusines (36073)                      | 14. Fougerolles (36078)           | 15. Gargilesse-Dampierre (36081)  | 16. Gournay (36084)                 |
| 17. La Berthenoux (36017)                 | 18. La Buxerette (36028)          | 19. La Châtre (36046)             | 20. La Motte-Feuilly (36132)        |
| 21. Lacs (36091)                          | 22. Le Magny (36109)              | 23. Lignerolles (36095)           | 24. Lourdoueix-Saint-Michel (36099) |
| 25. Lourouer-Saint-Laurent (36100)        | 26. Lys-Saint-Georges (36108)     | 27. Maillet (36110)               | 28. Malicornay (36111)              |
| 29. Mers-sur-Indre (36120)                | 30. Montchevrier (36126)          | 31. Montgivray (36127)            | 32. Montipouret (36129)             |
| 33. Montlevicq (36130)                    | 34. Mouhers (36133)               | 35. Neuvy-Saint-Sépulchre (36141) | 36. Nohant-Vic (36143)              |
| 37. Néret (36138)                         | 38. Orsennes (36146)              | 39. Pommiers (36160)              | 40. Pouligny-Notre-Dame (36163)     |
| 41. Pouligny-Saint-Martin (36164)         | 42. Pérassay (36156)              | 43. Saint-Août (36180)            | 44. Saint-Chartier (36184)          |
| 45. Saint-Christophe-en-Boucherie (36186) | 46. Saint-Denis-de-Jouhet (36189) | 47. Saint-Plantaire (36207)       | 48. Sainte-Sévère-sur-Indre (36208) |
| 49. Sarzay (36210)                        | 50. Sazeray (36214)               | 51. Thevet-Saint-Julien (36221)   | 52. Tranzault (36226)               |
| 53. Urciers (36227)                       | 54. Verneuil-sur-Igneraie (36234) | 55. Vicq-Exemplet (36236)         | 56. Vigoulant (36238)               |
| 57. Vijon (36240)                         | 58. Éguzon-Chantôme (36070)       |                                   |                                     |